# Campus de los Catalanes

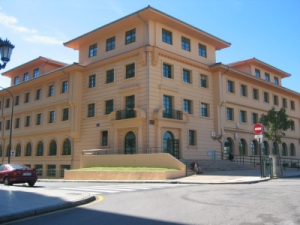
Edificio Valdés Salas

El campus de los Catalanes es uno de los campus de la Universidad de Oviedo. Está situado en el sur de Oviedo, Asturias.

## Descripción
En el campus de los Catalanes se encuentran la Escuela de Ingeniería Informática, ubicada en el edificio Valdés Salas, el Estadio Universitario San Gregorio y varias instalaciones deportivas más, los dos colegios mayores, Colegio Mayor América y Colegio Mayor San Gregorio, y la residencia universitaria, Residencia Universitaria Rafael Altamira de la universidad de Oviedo. También se ubica en este Campus el Servicio de Prevención de Riesgos Laborales de la Universidad de Oviedo (edificio blanco). 
Se emplaza en los terrenos de la antigua quinta de los Catalanes, cuyos edificios quedaron muy afectados durante la Guerra Civil.